# Trudi Dicks
Trudi Dicks (* 1940 in Graaff-Reinet, Südafrika) ist eine namibische Künstlerin. Sie lebt und arbeitet seit 1967 in Südwestafrika, seit 1990 Namibia.
Trudi Dicks ist unter anderem bekannt für ihre abstrakten grafischen Studien und großrahmigen Skulpturen, die hauptsächlich ihre afrikanische Heimat und das Wesen der Menschen dort zum Thema haben. Obwohl sie erst Mitte der 1980er Jahre erste Werke als Künstlerin veröffentlicht hat, ist sie heute eine der bekanntesten Künstlerinnen Namibias. Sie hat für ihre Arbeiten mehrere Preise und Stipendien erhalten. Ihre Werke wurden unter anderem auf der Johannesburg Biennale 1995 ausgestellt.
Zusammen mit anderen afrikanischen Künstlern beteiligte sie sich im Jahr 2000 am Projekt ArtWorks for AIDS, bei dem Werke zeitgenössischer Künstler anlässlich der Internationalen AIDS-Konferenz in den USA für den karitativen Zweck versteigert wurden. Die meisten ihrer Skulpturen sind Teil privater Sammlungen in Europa und Südafrika.